# Sandra Willmeroth
Sandra Willmeroth (* 1970 in Waldbröl) ist eine deutsche Journalistin und Buchautorin.

## Leben
Willmeroth studierte auf dem zweiten Bildungsweg Politologie, Volkswirtschaftslehre und Wirtschaftsgeschichte an den Universitäten Duisburg, Portsmouth (GB) und Marburg. Sie schloss 1998 als Diplom-Politologin bei Wilfried von Bredow in Marburg ab.
1999 begann sie als Volontärin  an der Bonner Journalisten-Akademie von Ferdinand Simoneit. Als dieser nach einem halben Jahr die Leitung der Akademie niederlegte, verließ auch Willmeroth die Akademie und siedelte in die Schweiz über. Dort wurde sie im Jahr 2000 Wirtschaftsredakteurin beim Tages-Anzeiger. 2003 übernahm sie als Ressortleiterin und Blattmacherin die Leitung des neuen Wirtschaftsmagazins für die Frau annabelle business. Dieses wurde  von der neuen Leitung des Verlags Tamedia nach einem Jahr aufgrund der geänderten strategischen Ausrichtung des Verlags wieder eingestellt. 
2004 verfasste sie das Buch Der 800-Millionen-Jackpot: Alexander Falk und der Fall Distefora, das im Januar 2005 im Orell Füssli Verlag erschien. 2005/06 leitete Willmeroth als Mitglied der Geschäftsleitung den Bereich «Wirtschaftspresse» bei der Swisscontent Corp, einer Zürcher Agentur für Wirtschaftspresse, Corporate Publishing und PR, bevor sie als «Ressortleiterin Finanz» zur Handelszeitung wechselte. 
2009 erschien ihr gemeinsam mit Fredy Hämmerli verfasstes Buch Exgüsi: Ein Knigge für Deutsche und Schweizer zur Vermeidung grober Missverständnisse im Orell-Füssli-Verlag, welches das angespannte Verhältnis zwischen Deutschen und Schweizern in der Schweiz mit Humor aufarbeitet und zu einigen TV-Auftritten und Interviews führte. 
Von 2009 bis 2018 arbeitete Willmeroth hauptberuflich als Chefredakteurin des KMU-Kundenmagazins der AXA Winterthur und nebenberuflich als freie Journalistin und Autorin. Mittlerweile ist sie wieder in Deutschland ansässig und arbeitet als freiberufliche Journalistin und Autorin für verschiedene schweizerische und deutsche Auftraggeber. 
2022 veröffentlichte sie gemeinsam mit Nils Otter das Grundlagenwerk Kryptowährungen und der dezentrale Finanzmarkt. 2023 gab sie eine überarbeitete Neuauflage des Buches Exgüsi heraus. 
Seit 2016 ist sie zudem Mitglied der offenen Autorengemeinschaft Schreiber vom See, mit der sie regelmäßig literarische Lesungen veranstaltet.

## Publikationen
- Katinka Gyomlay, Sandra Willmeroth, Marcel Sigrist: Börse im Klartext: Fachwissen aus der Welt der Finanzen, anschaulich vermittelt. Werd, Zürich 2003, ISBN 3-85932-459-4.
- Der 800-Millionen-Jackpot: Alexander Falk und der Fall Distefora. Orell Füssli, Zürich 2005, ISBN 3-280-05131-2.
- Sandra Willmeroth, Fredy Hämmerli: Exgüsi: Ein Knigge für Deutsche und Schweizer zur Vermeidung grober Missverständnisse. Orell Füssli, Zürich 2009, ISBN 978-3-280-05353-9.[1]
- Sandra Willmeroth, Elisabeth Rizzi: frau MACHT karriere. Rüegger Verlag Zürich/Chur, November 2013, ISBN 978-3-7253-1008-1.[2]
- Nils Otter, Sandra Willmeroth: Kryptowährungen und der dezentrale Finanzmarkt, Norderstedt 2022, ISBN 978-3-754-33827-8.
- Sandra Willmeroth, Fredy Hämmerli: Exgüsi: Ein Knigge für Deutsche und Schweizer zur Vermeidung grober Missverständnisse. Überarbeitete Neuauflage 2023, BoD, Norderstedt 2023, ISBN 978-3-734-71765-9.